# St Clears
St Clears (en gallois : Sanclêr) est une petite ville et une communauté située sur l'estuaire de la rivière Tâf, dans le comté du Carmarthenshire, au pays de Galles.
Au recensement de 2001, sa population était de 2 820 habitants, dont la plupart parle le gallois.

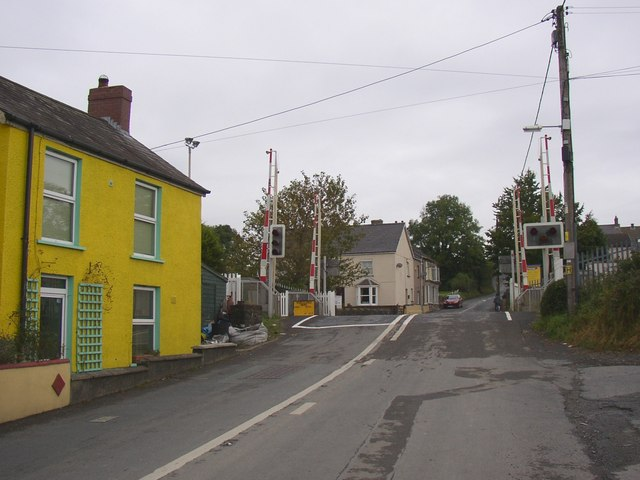
Passage à niveau de l’ancienne gare de St Clears.

## Source
- (en) Cet article est partiellement ou en totalité issu de l’article de Wikipédia en anglais intitulé « St Clears » (voir la liste des auteurs).